# 百式司令部偵察機
百式司令部偵察機，又稱百式司偵、新司偵，正式編號Ki-46，為日本帝國陸軍運用之偵察機。百式司偵由三菱重工業設計製造，設計負責人為久保富夫工程師。作為九七式司令部偵查機的後繼機種而從1940年開始使用，盟軍官方綽號Dinah。自1941年服役至1945年日軍戰敗投降為止，百式司偵為日本帝國陸軍的主力戰略偵察機種；

## 開發簡歷
1937年，帝國陸軍接收第一款司令部直轄的偵查機型：九七式司令部偵察機。其性能在中國大陸戰場的運用實績雖受陸軍肯定，但是很快地就跟不上急遽進展的航空科技標準，在1930年代中葉首屈一指的500公里等級最高時速在1930年代中後段已無優勢；陸軍航空技術研究所的藤田雄蔵上尉建議陸軍應開始為九七司偵的繼承者作打算，於是在1937年12月27日日本陸軍航空隊向三菱重工提出下一代司令部偵察機需求，陸軍代號kI-46，該需求所需標準有：
- 操作飛行高度：4,000 - 6,000公尺
- 飛行極速：時速600公里／4,000公尺高度狀態
- 續航力：時速400公里／4,000公尺高度，持續6小時

三菱重工開發負責人為工程師久保富夫，九七司偵的開發負責人河野文彦也編入該團隊協助研發，陸軍方面的協助與測評單位則派遣測試飛行員兼航空技術研究所飛行實驗部實驗隊偵察機班片倉恕上尉進行，同時東京帝國大學航空研究所對百式司偵的氣動構型設計上也提供相當程度的協助。在1930年代後期，要研發出時速600公里以上飛機尚有不小的難度；三菱在這個案子的優勢主要是軍方只給大方向技術指標，額外的要求幾乎沒有，只要先有辦法滿足技術指標即可。
為確保航速，三菱試著設計出一個流線且簡潔的紡錘體機身。且為保證機體流線性，東京帝國大學協助三菱設計低阻力的發動機艙、觀景窗及座艙罩與機體一體化的設計。Ki-46雖然使用後三點式起落架，但前後都採可收式設計，且都設有外罩確保飛行狀態時的氣動構型順暢。機體部分，飛機只有2位乘員，機體則是一個小直徑的橢圓形設計、大部分的空間拿來塞油箱，在不夠的地方則塞在發動機艙外側的機翼部分，因此Ki-46有著1,490公升的內載燃油容量。引擎則是選擇三菱自社的Ha-26發動機（輸出功率975匹馬力），發動機整流罩則是由東京帝國大學航空研究所河田三治研究團隊開發的低阻力構型，使氣冷式發動機為了散熱需求而較液冷式更大正面投影面積增加的阻力可以稍微改善。
Ki-46試製一號機（機號4601）在1939年11月於岐阜縣各務原市的各務原陸軍機場實施首飛，飛行員為三菱員工；後原型機移交給陸軍立川機場測考，同時原型機陸續出場，最終完成了11架原型機。
不過，Ki-46原型機並沒有達成1937年陸軍所規定的技術需求，到1940年8月完成測評時，Ki-46原型機的極速只能在4,100公尺高度狀態達到每小時540公里；不過，因為Ki-46的速度水準仍不輸給歐美戰鬥機水準，還優於當時剛量產的零戰21型與一式戰一型，加上飛機的靈活性及安定性都相當優異，因此在1940年8月21日軍需審議會幹事會（決定原型機是否正式採用的內部會議）場合陸軍與三菱聯手護航掛保證這架飛機的實用性。最後在附加未來須提出升級方案的決議後通過審查，1940年9月下旬，Ki-46制式化並投入量產，稱為一〇〇式司令部偵察機。

## 衍生型
1940年開始生產共製造了1,742架
- 百式司偵一型（Ki-46-I）

原型機與先導量產型，因極速未達標準，因此生產數量相當稀少；只有原型機3架、增產原型機8架、量產機26架，總生產數39架。
- 百式司偵二型（Ki-46-II）

同前所述，一型通過審查的但書是提出增速升級版；三菱使用瑞星21型（陸軍編號Ha-102）發動機，除推力提升到1,080匹馬力，且裝設一段二速機械增壓器。相較原型機的一段一速增壓，中空層輸出有著明顯改善，在1941年3月出廠測試時在高度5,100公尺達到每小時604公里的速度，完全滿足日軍要求，並締造了當時日軍戰機中最高速的紀錄，因此在1942年5月通過審查後隨即在6月開始量產。不過因為發動機較原先重量提升，翼負荷也隨之增加，因此在起飛距離需求上較一型長（606公尺增為706公尺），升限也低了110公尺。
百式司偵二型的通信設備為九六式飛二號無線電、九九式飛二號無線電，測繪設備為一〇〇式大型航空相機1台、九六式小型航空相機1台。
在停產前共製造4架原型機、1,093架量產機，為百式司偵家族中產量最多的一個系列。
- 百式司偵三型（Ki-46-III）

隨著盟軍戰機極速逐漸提升，且配備雷達讓偵察任務更加危險，日本陸軍在1942年5月向三菱提出新司偵的構想。陸軍在改良型的需求對三菱而言是嚴峻的挑戰，軍方要求新司偵極速為時速650公里、續航力較二型增加1小時、且要比前兩型升空速度更快、著陸距離更短，且陸軍指定了新司偵的引擎必須用ハ112-II。Ha 112的輸出功率雖比Ha 102高出了420匹馬力，但是發動機直徑也大了1.4倍，因此現有的低阻力設計勢必無法回應需求，得全面重新設計。
久保富夫帶領的團隊重新設計了發動機整流罩、並且讓機首駕駛艙擋風玻璃和機鼻一體化，讓正面更加流線。續航力則是在機鼻下方增加200公升油箱，且具備600公升副油箱加掛功能，這次升級也一併讓所有機內油箱升級為自封油箱設計，增加飛機的安全性。同時為了更全面的低阻力設計，原先裝設的防禦機槍也在三型上撤除，通信裝置為九九式飛一號無線電，偵查測繪則使用一〇〇式小型航空相機1台、一號自動航空相機1台。
Ki-46-III原型機在1943年3月出廠，1944年3月軍方開始使用審查，1944年8月審查完成，賦予代號一〇〇式司令部偵察機三型。這回審查時間會大幅拖延，原因是新司偵並沒有達到原始設計需求；原型機測試數據最後極速只能達到630公里，雖然比陸軍新銳戰機四式戰·疾風要快，但終究未符合原始期待；不過在量產後，三菱導入推力式單排氣管，讓百式司偵的極速略增至642公里。但是Ki-46-III在8000-10000公尺的高空飛行性能大幅改善，使陸軍在偵查上仍維持有足夠優勢。但這次的改良除了性能不足，也還是有其它缺點，新設計的機首玻璃品質不夠好，夜航時會出現漫反射現象。此外因為再度增重，起落架的強度也有隱憂。
- Ki-46-IV

本型號沒有正式通過審查，因此在官方文書中沒有四型的正式編號。該型號是改良引擎增壓器，將原本的一段二速機械增壓加掛渦輪增壓器的兩段二速ハ112-IIル，Ki-46-IV在1943年5月開始製造，1943年12月出廠，1944年12月開始由陸軍進行測試。測試數據來看Ki-46-IV仍然僅有630公里時速的表現，但三型是6000公尺、而IV型則是在10000公尺締造，如果是三型在10000公尺高空時速將會降低至少50公里，可以看出其高空性能大幅提升。
原本計畫在1945年2月完成審查進入量產階段，然而渦輪增壓器的量產並不順遂，因此IV型最終僅停滯在原型機階段，並無量產。

### 作戰歷史
百式一型於1941年8月首先用於中國戰場,裝備第16獨立飛行中隊,為日軍轟炸機轟炸中國城市前做偵察,百式二型裝備在華第18和第55獨立飛行中隊,和駐中國東北的38獨立飛行中隊,至於三型乙防空戰鬥機也曾裝備駐東北第28飛行隊,在1944年11月至1945年2月期間擊落了14架轟炸東北的B-29轟炸機。
1942年10月25日一架由中國空軍周志開駕駛的P-43戰鬥機在陝西省洋縣上空擊落日本軍百式司令部偵察機一架，此也是首開P-43戰鬥機在中國的空戰紀錄。

盟軍把本機稱為「照相館的喬」，只要「喬」來過的幾天後日軍一定會採取攻擊的關係，相當恐懼其出現。其主要戰果包括，對馬紹爾群島的強行偵查、因帕爾戰役偵查、緬甸侵攻偵查、吉大港之（試圖打通滇緬公路的）英印船團強行偵查等等，於盟軍制空權空域的隱密飛行。

### 追求高速性能
達到目標速度600公里的百式司令部偵察機二型，又因為敵方戰鬥機速度提升的關係而感到性能不足。於是又再次換裝高出力的HA-112型引擎（1500馬力），並為了減少風阻而把機體改為流線型，此項三型的最高時速達到630公里，為有實用量產的陸軍軍機中最快。（不過戰後美軍使用高品質燃料測試日本軍機時，有高過此速度的數據。）最後，三型又把單排氣管改為集合式排氣管，增加約20公里的速度。

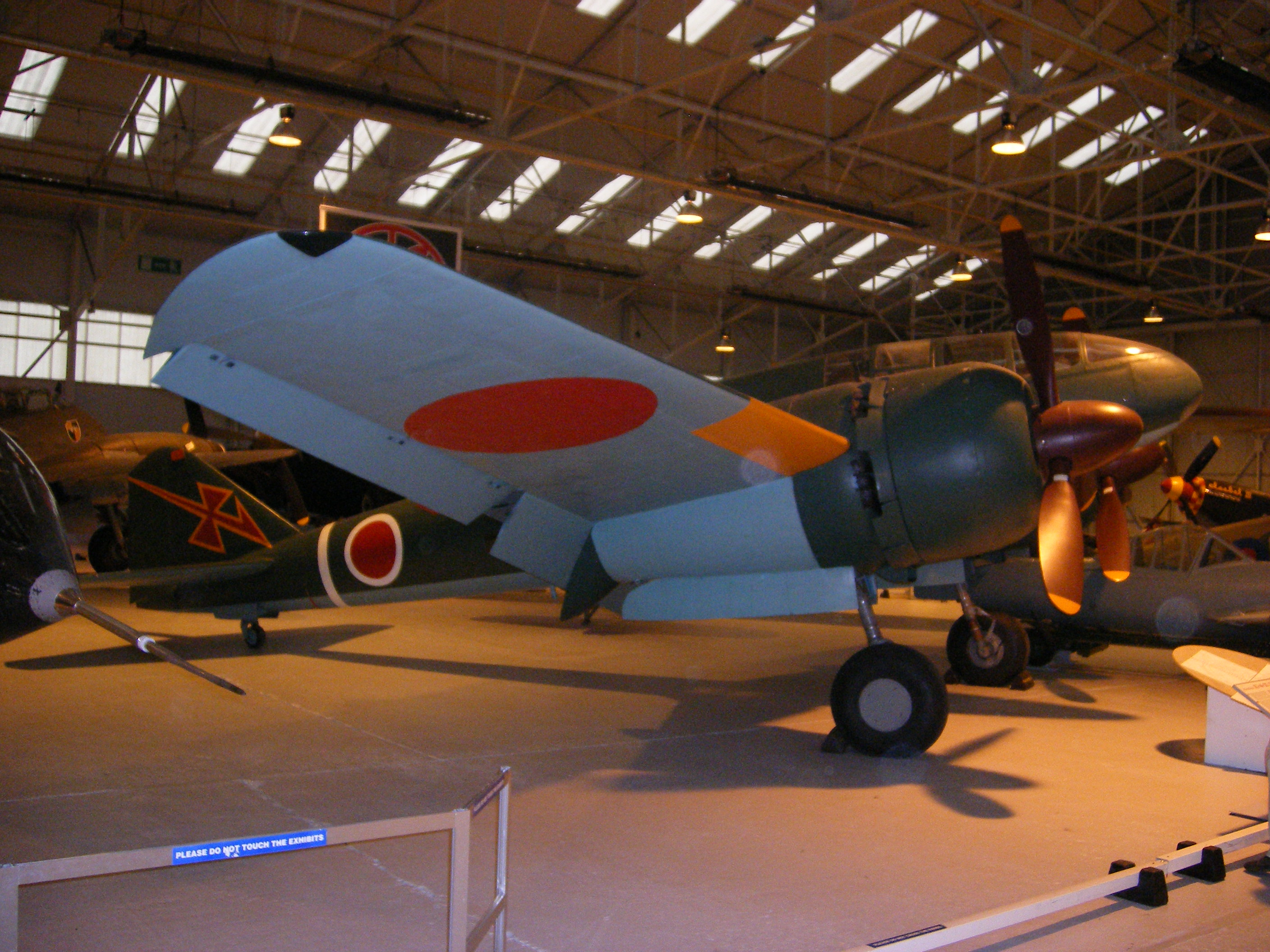
百式司令部偵察機二型

終戰前實用化的四型搭載渦輪增壓器，於高度10,000公尺時時速仍能達到630公里，被期待為對抗美軍戰鬥機的機體。
於日本軍機中算是擁有傑出的高高度性能，一部份的機體搭載37公釐與20公釐機砲參加對B-29的迎擊。不過因為本機是以偵察機為目的開發，不適合攻擊時的急速迴避，因此飛行員相當辛苦。

### 日本飛機開發技術與石油精製技術的極限
雖然座艙罩與機體合而為一的流線型外表相當先進，但也因此容易反光影響視線，航空玻璃製作技術不成熟的關係擋風玻璃也常龜裂。雖然三型的時速630公里已是日本軍機的最高速度，但大戰末期的美軍戰鬥機仍能輕易超越此速度。
並不是因為三型本身速度性能不足，而是雙方使用的航空用油的辛烷值差異。日本使用的航空汽油辛烷值為92，美國在1940年開始使用辛烷值100的航空汽油，二次世界大戰結束前則提升到P/N值140的等級。

### 插曲
1945年2月27日早上10時，裝備渦輪增壓器的兩架百式司偵四型從北平的南苑機場起飛，往東京的福生機場飛去。從北京到福生的機庫前，一號機共花費3小時35分，二號機則為3小時15分。實際飛行距離2250公里，創下平均時速為700公里的紀錄。
雖然有著冬季的西風幫助，但仍有起飛的狀況（二號機起飛時的問題，讓一號機於北京上空迴旋等待而拖延時間。）與天候不佳（北京當天因粉雪的關係能見度只有兩公里，到朝鮮半島為止只能在雲上飛行。）等不利因素在。於福生機場降落時機體前油箱仍是滿的，其他油箱也有少許油料，所剩足以繼續飛往仙台如果當初起飛時油料減輕的話，應該是能飛得更快的。雖然不知道最大瞬間速度，不過以平均時速700公里飛過這段距離，也在當時引起一陣轟動。（出自碇義朗『新司偵』第二次世界大戦ブックス85　pp.158-162）

## 使用者
- 日本：原產國
- 法國：使用在法屬印度支那遺留的原日軍用機
- 中华人民共和国：中國人民解放軍於戰後在東北找到兩架百式三型乙防空戰鬥機,作為地面攻擊機與教練機。

## 性能諸元
- 乘員數：2
- 長度：11.00公尺
- 翼展：14.70公尺
- 高度：3.88公尺
- 主翼面積：32平方公尺
- 重量：3,830公斤
- 最高空速：604/630公里/時
- 航程：2,474/4,000公里
- 武裝：7.7公釐機槍/20公釐機砲兩挺/37公釐機砲